# Matías Cabrera
Matías Cabrera Acevedo (Montevideo, Uruguay, 16 de mayo de 1986) es un exfutboista uruguayo.

## Trayectoria
Comenzó jugando en el Club Atlético Cerro en la Segunda División de Uruguay. Luego de ser campeón de la divisional B, el club asciende a primera división del fútbol Uruguayo, coronándose el mejor jugador del campeonato, en 2009 ganó la Liguilla pre libertadores de América, siendo transferido a Nacional en 2009 con el cual ganó el Torneo Apertura de ese Año. El 26 de noviembre del 2009, sufrió una fractura de cráneo durante un entrenamiento en Nacional.
El jugador se recuperó, aunque su continuidad en la temporada 2009-2010 se vio afectada. Con Nacional ganó dos campeonatos uruguayos aparte del apertura 2009, estos fueron 2010-2011 y 2011-2012, en los cuales tuvo muy buenas actuaciones siendo pilar en el equipo. El miércoles 30 de enero de 2013 se anunció su pase al Cagliari de la Serie A de Italia. Donde tuvo muy buenas actuaciones y partidos de gran destaque. Luego de Cagliari jugó en Portugal, en Estoril Praia donde jugó copa UEFA.
El viernes 18 de septiembre de 2015 se anuncia su vuelta al Nacional, bajo las órdenes de Gustavo Munúa.
Al no haber tenido los minutos que buscaba decidió ir a jugar a Defensor Sporting club donde se despachó con un campeonato y siendo el mejor volante creación del año.
En 2023, el 7 de diciembre, después de conseguir la permanencia con Club Atlético Cerro, su último club, en la última jornada del campeonato uruguayo, confirma por televisión, en directo, su retirada del fútbol profesional a los 37 años.

## Clubes
| Club                      | País     | Año         | Partidos | Goles | Asistencias |
| ------------------------- | -------- | ----------- | -------- | ----- | ----------- |
| Cerro                     | Uruguay  | 2006 - 2009 | 81       | 8     | 1           |
| Nacional                  | Uruguay  | 2009 - 2013 | 87       | 6     | 10          |
| Cagliari                  | Italia   | 2013 - 2014 | 27       | 1     | 2           |
| Estoril                   | Portugal | 2014 - 2015 | 27       | 1     | 3           |
| Nacional                  | Uruguay  | 2015 - 2016 | 10       | 0     | 0           |
| Defensor Sporting         | Uruguay  | 2016 - 2018 | 76       | 14    | 11          |
| Deportivo Cali            | Colombia | 2018 - 2020 | 52       | 3     | 1           |
| Universidad de Concepción | Chile    | 2020 - 2021 | 25       | 3     | 1           |
| Defensor Sporting         | Uruguay  | 2021        | 16       | 2     | 1           |
| Cerro                     | Uruguay  | 2022 - 2023 | 32       | 0     | 0           |
| Total                     |          |             | 433      | 38    | 31          |

## Palmarés

### Campeonatos nacionales
| Título                       | Club              | País    | Año  |
| ---------------------------- | ----------------- | ------- | ---- |
| Apertura de Segunda división | Cerro             | Uruguay | 2006 |
| Campeonato Uruguayo          | Nacional          | Uruguay | 2011 |
| Campeonato Uruguayo          | Nacional          | Uruguay | 2012 |
| Torneo Apertura              | Defensor Sporting | Uruguay | 2017 |